# Festival de la bonne bière

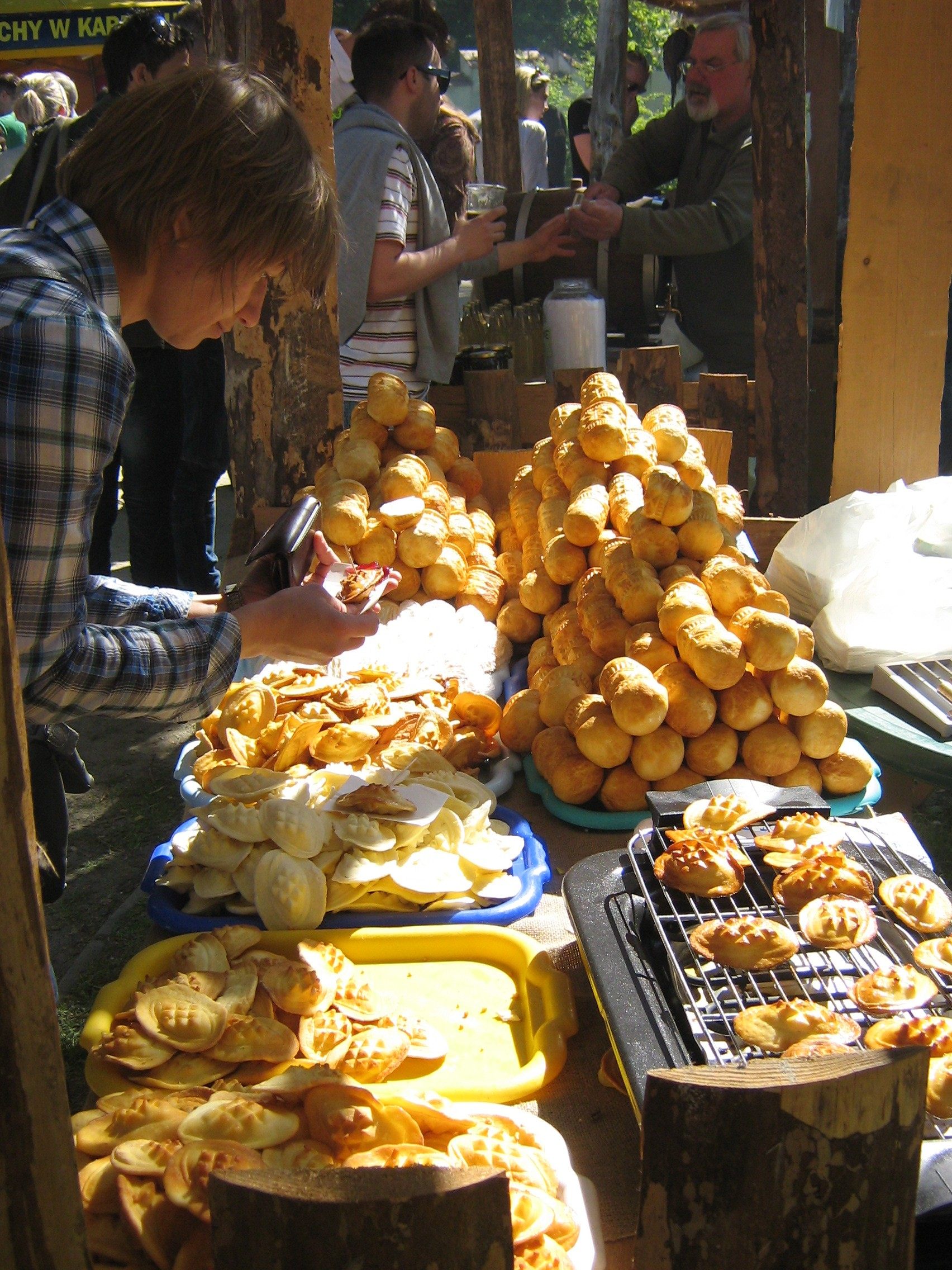

Le Festival de la Bonne Bière (polonais : Festiwal Dobrego Piwa) est un festival annuel qui a lieu à Wrocław, en Pologne.

## Historique
Le premier événement a eu lieu en 2010 et regroupe des exposants venus d'Allemagne, de République tchèque, de Lituanie et de Lettonie.